# Tall Baydar
Tall Baydar (arabiska: تل بيدر) är en kulle i Syrien.   Den ligger i provinsen al-Hasakah, i den nordöstra delen av landet, 500 kilometer nordost om huvudstaden Damaskus. Toppen på Tall Baydar är 376 meter över havet, eller 14 meter över den omgivande terrängen. Bredden vid basen är 0,29 km.
Terrängen runt Tall Baydar är platt. Runt Tall Baydar är det ganska tätbefolkat, med 179 invånare per kvadratkilometer.. 
Omgivningarna runt Tall Baydar är i huvudsak ett öppet busklandskap.